# Warne Marsh
Warne Marion Marsh (Los Ángeles, 26 de octubre de 1927 - 18 de diciembre de 1987) fue un saxofonista norteamericano, protegido del pianista Lennie Tristano en los años 50, que ganó notoriedad durante los años 70 como integrante del grupo Supersax.

## Biografía
Marsh nació en el seno de una familia de artistas, fue hijo de Oliver T. Marsh (1892–1941), director de fotografía en la Metro-Goldwyn-Mayer y sobrino de la actriz Mae Marsh.
Fue alumno de Lennie Tristano y de Lee Konitz. Marsh fue en ocasiones grabado en compañía de otros alumnos de la escuela de música Cool School, siendo uno de los más fieles a la filosofía de la improvisación de Tristano.
Las sutiles líneas rítmicas de Marsh son fácilmente reconocibles, siendo calificado por Anthony Braxton como "el mayor improvisador vertical". Durante los años 70 ganó prestigio como miembro del grupo Supersax, un gran conjunto de músicos que tocaban arreglos orquestales basados en los solos de Charlie Parker. Marsh colaboró durante esta etapa en la grabación de unos de los álbumes más emblemáticos del grupo, All Music.
Marsh falleció en el escenario, durante un concierto en el club Donte's de Los Ángeles en 1987, mientras interpretaba el tema "Out of Nowhere".  Sus restos reposan el Forest Lawn Memorial Park de Glendale, California.
Marsh continúa siendo una figura de culto entre músicos y aficionados al jazz. Su influencia ha crecido desde su muerte. Intérpretes como Mark Turner han imitado su estilo como una forma de contrarrestar la influencia omnipresente de John Coltrane. La discografía de Marsh, aunque algo dispersa, ya que grabó muchos de sus trabajos con sellos modestos, poco a poco está siendo reeditada en CD. 
En 2015 se estrenó el documental Warne Marsh: An Improvised Life, dirigido por K.C. Marsh, su hijo mayor.

## Discografía

### Álbumes
- Lennie Tristano and Warne Marsh INTUITION 1949
- Live in Hollywood (Xanadu, 1952 [1979])
- Lee Konitz with Warne Marsh (Atlantic, 1955) with Lee Konitz
- Jazz of Two Cities (Imperial, 1956) also released as The Winds of Marsh
- Art Pepper with Warne Marsh (Contemporary, 1956 [1986]) with Art Pepper
- The Right Combination (Riverside, 1957) with Joe Albany
- Music for Prancing (Mode, 1957)
- Warne Marsh (Atlantic, 1958)
- The Art of Improvising (Revelation, 1959 [1974])
- The Art of Improvising Volume 2 (Revelation, 1959 [1977])
- Release Record Send Tape (Wave, 1959-60 [1969])
- Jazz from the East Village (Wave, 1960 [1969])
- Ne Plus Ultra (Revelation, 1969)
- Report of the 1st Annual Symposium on Relaxed Improvisation (Revelation, 1972) with Clare Fischer and Gary Foster
- Warne Marsh Quintet: Jazz Exchange Vol. 1 (Storyville, 1975 [1976]) with Lee Konitz
- Live at the Montmartre Club: Jazz Exchange Vol. 2 (Storyville, 1975 [1977]) with Lee Konitz
- Warne Marsh Lee Konitz: Jazz Exchange Vol. 3 (Storyville, 1975 [1985]) with Lee Konitz
- The Unissued 1975 Copenhagen Studio Recordings (Storyville, 1975 [1997])
- The Unissued Copenhagen Studio Recordings (Storyville, 1975 [1997])
- All Music (Nessa, 1976)
- Lee Konitz Meets Warne Marsh Again (Pausa, 1976) with Lee Konitz
- Tenor Gladness (Discomate, 1976) with Lew Tabackin
- Warne Out (Interplay, 1977)
- Apogee (Warner Bros., 1978) with Pete Christlieb
- Conversations with Warne Volume 1 (Criss Cross, 1978 [1991]) with Pete Christlieb
- Conversations with Warne Volume 2 (Criss Cross Jazz, 1978 [1991]) with Pete Christlieb
- How Deep, How High (Interplay, 1976/79 [1980]) with Sal Mosca
- I Remember You... (Spotlite, 1980) with Karin Krog and Red Mitchell
- Star Highs (Criss Cross Jazz, 1982)
- Warne Marsh Meets Gary Foster (East Wind, 1982) with Gary Foster
- A Ballad Album (Criss Cross, 1983) with Lou Levy
- Posthumous (Interplay, 1985 [1987]) released with additional tracks as Newly Warne (Storyville, 1985 [1989])
- Ballad for You (Interplay, 1985 [1995]) with Susan Chen
- Warne Marsh & Susan Chen (Interplay, 1985 [1987]) with Susan Chen
- Back Home (Criss Cross, 1986)
- Two Days in the Life of... (Interplay, 1987)
- Red Mitchell/Warne Marsh Big Two (Storyville, 1987)
- Live at the Montmartre Club: Jazz Exchange, Vol. 3 (Storyville, 1987)
- For the Time Being (Hot Club, 1990)
- Live at Montmartre, Vol. 3 (Storyville, 1995)
- Red Mitchell-Warne Marsh Big Two, Vol. 2 (Storyville, 1998)
- I Got a Good One for You (Storyville, 2000)
- Live in Las Vegas, 1962 (Naked City Jazz, 2000)
- Personnel Statement (3D, 2002)
- Marshlands (Storyville, 2003)
- Final Interplay (Why Not, 2004)
- Duo Live at Sweet Basil 1980 (Fresh Sound, 2004)
- Berlin 1980 (Gambit, 2006)
- In Copenhagen (Storyville, 2007)[7]

### Colaboraciones
Con Chet Baker
- Blues for a Reason (Criss Cross Jazz, 1985)

Con Bill Evans
- Crosscurrents (Fantasy, 1977)

Con Clare Fischer
- Thesaurus (Atlantic, 1969)

Con Lee Konitz
- Subconscious-Lee (Prestige, 1950)
- Live at the Half Note (Verve, 1959 [1994])
- Lee Konitz Meets Jimmy Giuffre (Verve, 1959)